# S-8
S-8 (în care litera „С” provine, probabil, de la cuvântul rus rusă снаряд – proiectil, iar „8” indică calibrul de 80 mm) este o rachetă aeriană neghidată sovietică/rusă, destinată distrugerii tehnicii și forței vii inamice de la bordul aeronavelor.
Racheta S-8 este produsă în mai multe variante, echipate cu diferite tipuri de focoase (explozive, cumulative, incendiare etc.), în funcție de misiune.

## Platforme purtătoare
De-a lungul timpului, rachetele S-8 au fost utilizate pe o varietate de aeronave militare:
Avioane de luptă:
- Suhoi Su-17
- Suhoi Su-24
- Suhoi Su-25
- Suhoi Su-27
- Suhoi Su-30
- Suhoi Su-34
- Suhoi Su-35
- Mikoyan-Gurevici MiG-23
- Mikoyan-Gurevici MiG-27

Elicoptere de atac:
- Mil Mi-8
- Mil Mi-24
- Mil Mi-35
- Mil Mi-28
- Kamov Ka-50
- Kamov Ka-52

Alte platforme:
- Transportoare blindate și ambarcațiuni de desant și atac.